# 올리브 슈라이너

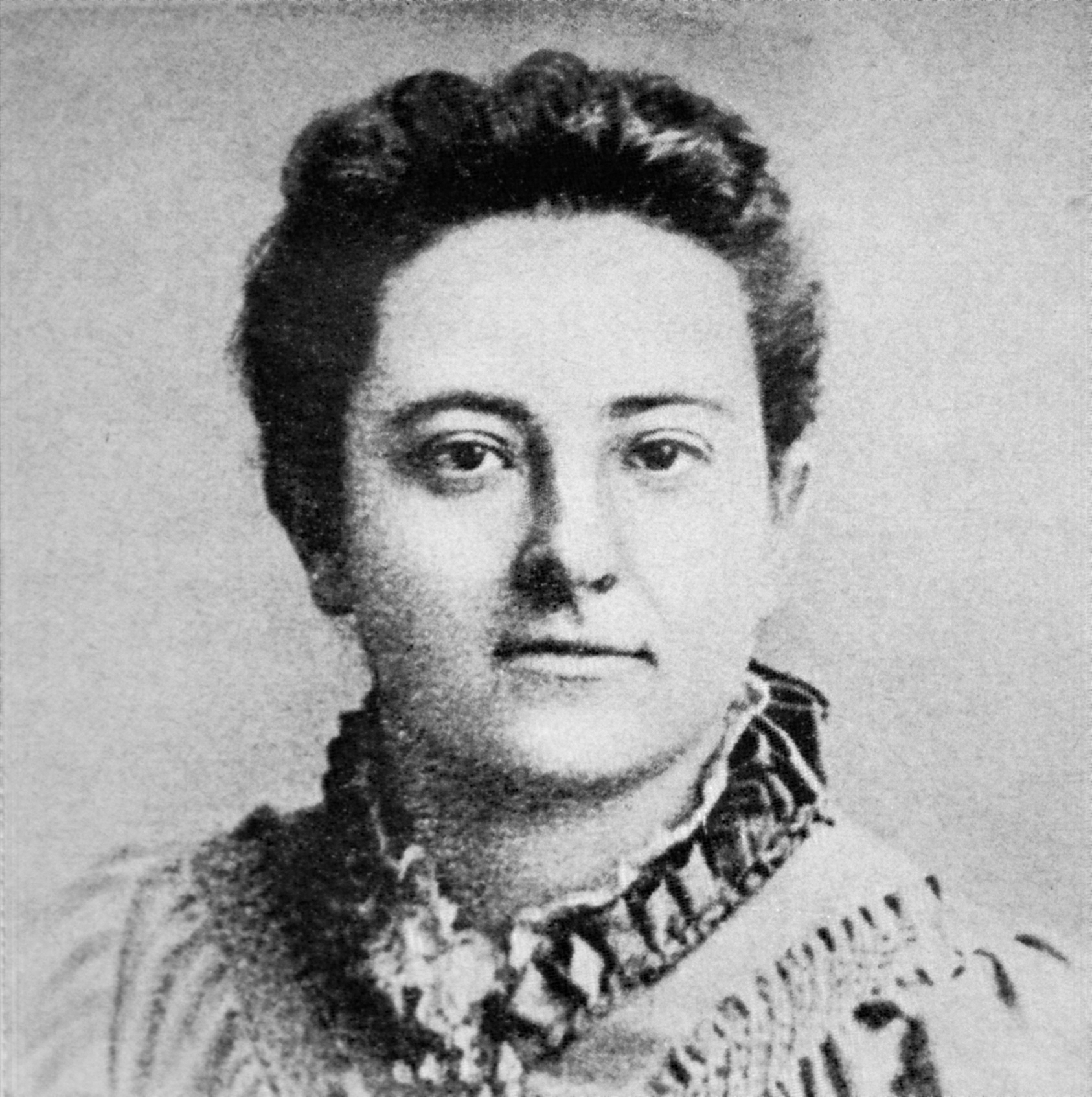

올리브 슈라이너(1855년 ~ 1920년)는 남아프리카 공화국의 소설가이다. 소설 《아프리카 농장의 이야기》(1883년)로 유명하다. 여성해방운동의 성서로 불렸던 《여성과 노동》의 작가이기도 하다.